# Mokane
La ville de Mokane est située dans le comté de Callaway, dans l’État du Missouri, aux États-Unis. Sa population s’élevait à 185 habitants lors du recensement de 2010, estimée à 187 habitants en 2016.
Mokane fait partie de l’agglomération de Jefferson City, la capitale de l’État.

## Source
- (en) Cet article est partiellement ou en totalité issu de l’article de Wikipédia en anglais intitulé « Mokane, Missouri » (voir la liste des auteurs).